# ドゥルグ-ヴィシャーカパトナム・ヴァンデ・バーラト急行
ドゥルグ-ヴィシャーカパトナム・ヴァンデ・バーラト急行（英語: Durg–Visakhapatnam Vande Bharat Express）は、インドの長距離電車急行列車であるヴァンデ・バーラト急行の1つ。デュルグとヴィシャーカパトナムの間を結ぶ列車で、2024年から営業運転を開始した。

## 概要
2024年9月16日に出発式が行われ、9月20日から本格的な営業運転を開始した列車。デュルグのデュルグ・ジャンクション駅とヴィシャーカパトナムのヴィシャーカパトナム駅の間を、車両メンテナンスの都合で運休する木曜日を除く週6日に1往復が運行する。最高速度は130 km/hで、同区間を結ぶ既存の列車（11時間）から大幅に短縮した8時間で走行する。